# Liste der Monuments historiques in Combles-en-Barrois
Die Liste der Monuments historiques in Combles-en-Barrois führt die Monuments historiques in der französischen Gemeinde Combles-en-Barrois auf.

## Liste der Objekte
| Bezeichnung               | Beschreibung                          | Standort                                   | Kennzeichnung | Schutzstatus | Datum | Bild |
| ------------------------- | ------------------------------------- | ------------------------------------------ | ------------- | ------------ | ----- | ---- |
| Kanzel                    | Holz, 17. Jahrhundert                 | in der Kirche Nativité-de-la-Vierge (Lage) | PM55000156    | Classé       | 1905  |      |
| Kruzifix                  | Holz, farbig gefasst, 18. Jahrhundert | in der Kirche Nativité-de-la-Vierge (Lage) | PM55001728    | Inscrit      | 1991  |      |
| Skulptur Madonna mit Kind | Stein, Ende des 15. Jahrhunderts      | in der Kirche Nativité-de-la-Vierge (Lage) | PM55000157    | Classé       | 1981  |      |